# Губино (п/о Шашково)
В Шашковском сельском округе Назаровского сельского поселения имеется ещё одна деревня с названием Губино, она находится значительно ближе к Рыбинску, и обслуживается п/о Ераково.
Губино (в документах администрации для отличия от другой деревни с таким же названием Губино (34 км)) — деревня в Шашковской сельской администрации Назаровского сельского поселения Рыбинского района Ярославской области .
Деревня расположена на северной окраине обширного поля, расположенного к востоку от центра сельского округа посёлка Шашково. К северо-востоку и востоку от деревни мелиоративные канавы, служащие истоками реки Жидогость, а к югу и западу реки Карановская. На расстоянии около 1 км к югу от Губино стоит деревня Дроздово. К северу от Губино начинается обширный лесной массив, простирающийся до долины реки Колокша .
На 1 января 2007 года в деревне Губино числилось 3 постоянных жителя . Почтовое отделение, расположенное в посёлке Шашково, обслуживает в деревне Губино 8 домов .